# Lunatic fringe
Lunatic fringe (engl., etwa „verrückter Rand“, „wahnsinniger Rand“) ist eine abgrenzende und abwertende bildliche Bezeichnung für die Vertreter einer extremistischen, fanatischen oder exzentrischen Strömung am Rande einer politischen, sozialen oder kulturellen Bewegung. Als deutsche Übersetzung wird gelegentlich Narrensaum verwendet (fringe = „Rand, Saum“).

## Im Englischen
In ihrer politischen Bedeutung wurde die englische Redewendung etwa 1913 von dem amerikanischen Präsidenten Theodore Roosevelt geprägt, der sie mehrmals benutzte. So sprach er davon, dass es bei jeder Reformbewegung einen „verrückten Rand“ gebe („there is a lunatic fringe to every reform movement“). Roosevelt stellte sich in seiner Autobiografie selbst als Reformer dar, dem mindestens neun Zehntel der ehrlichen Reformbefürworter gefolgt seien; doch die Extremisten und Ultras der Reformbewegung, die ihn nicht unterstützt hatten, rechnete er dem lunatic fringe zu, so etwa die „Ultra-Pazifisten“, die „sogenannten Anti-Imperialisten oder Anti-Militaristen“ und die Befürworter eines „Friedens um jeden Preis“. An einer weiteren vielzitierten Stelle wendet Roosevelt diese Fügung auf die Kubisten und Futuristen an, nämlich in einer Rezension über eine Ausstellung moderner Kunst in New York unter dem Titel An Art Exhibition, die in seine Aufsatzsammlung History as Literature (1913) aufgenommen wurde. Dort schrieb er, es gebe wohl in jeder progressiven Bewegung eine Neigung zur Extravaganz, die der Preis für die Vermeidung von Gemeinplätzen sei. Zwar sei es oft notwendig, die „tote Hand“ der Reaktionäre abzuschütteln, aber man müsse eben auch sehen, dass es unter den Jüngern einer vorwärtsgerichteten Bewegung meist einen Narrensaum gebe, und bei der modernen Kunst seien dies eben die Kubisten und Futuristen.
Der Ausdruck wurde im Englischen sprichwörtlich. Er fand Eingang in die Standard-Wörterbücher des Englischen, etwa das Oxford English Dictionary und den Merriam-Webster. Webster’s Third National Dictionary (1981) gibt als Belege etwa Zitate von John Dos Passos und Harold Laski. Er findet sich auch in zahlreichen Zitatensammlungen, etwa Bartlett’s Familiar Quotations oder dem Yale Book of Quotations. In anderer Bedeutung, nämlich als Bezeichnung für eine modische Ponyfrisur, kann er jedoch schon in den 1870er Jahren nachgewiesen werden.
William Safire beobachtete in seinem Political Dictionary, dass die Fügung „lunatic fringe“, die Theodore Roosevelt vor allem für den radikalen Flügel der Reformer verwendet hatte, in den 1940er Jahren „wiederbelebt“ wurde und ab diesem Zeitpunkt meist gegen die radikale Rechte eingesetzt wurde. Er zitiert eine Rede von Franklin Delano Roosevelt von 1944, in der der Präsident vor der antikommunistischen Angstpropaganda warnte, wie sie die faschistischen Schwarzhemden, die Nazi-Braunhemden „und in diesem Land die Silver Shirts und die Leute aus dem Narrensaum“ verbreiteten.

## Verwendung im Deutschen
Im Deutschen werden sowohl der englische Ausdruck lunatic fringe als auch die Übersetzung „Narrensaum“ gelegentlich verwendet. Auch andere Übersetzungsversuche kommen vor, etwa „Randbezirk des Wahnsinns“, „verrückte Randgruppe“ oder „halb verrückte Randexistenzen“. „Narrensaum“ und die englische Fügung „lunatic fringe“ findet man gleichbedeutend mehrfach bei dem Historiker Hans-Ulrich Wehler, meist in Anwendung auf extreme völkische Gruppen. Frühe Belege für das Wort Narrensaum gibt es in den Romanen von Ernst von Salomon (Die Geächteten, 1930; Der Fragebogen, 1951). Trotz dieser gelegentlichen Verwendung gibt es keinen Eintrag für Narrensaum in gängigen deutschen Wörterbüchern und Zitatensammlungen, etwa dem Deutschen Wörterbuch, dem Duden, dem Wahrig und dem Büchmann.
Breitere öffentliche Aufmerksamkeit erregte 2016 die Verwendung des Wortes „Narrensaum“ durch den österreichischen FPÖ-Politiker Norbert Hofer, der sich von ausländerfeindlichen Hasspostings auf der Facebook-Seite seines Parteifreunds Heinz-Christian Strache mit der Bemerkung abgrenzte, es gebe einen „echten Narrensaum“ in Österreich; auch er selbst sei schon Opfer von Hasspostings geworden. Bei der Wahl zum österreichischen Unwort des Jahres 2016 belegte „Narrensaum“ den neunten Platz mit 118 Stimmen; gewählt wurde Öxit mit über 2000 Stimmen.
Im selben Sinn hatte bereits 1992 Rolf Schlierer, damals stellvertretender Bundesvorsitzender der Partei „Die Republikaner“, versichert, die „Republikaner“ hätten mit dem „rechten Narrensaum“ nichts gemein. Matthias Falter, Mitarbeiter des Instituts für Zeitgeschichte der Universität Wien, bewertete derartige Verwendungen als taktische Distanzierung: „Der Begriff des Narrensaums … dient dazu, die eigene Position (am rechten Rand) zu legitimieren, während andere Positionen gleichzeitig delegitimiert und – wie im Fall rechtsextremer Strömungen – implizit verharmlost werden.“ Ähnlich argumentierten der Historiker Michael Sturm und die Autorin Andrea Maria Dusl, die in einer Kolumne für die Salzburger Nachrichten schrieb: „Der Begriff des ‚Narrensaums‘ wird gerne ins Treffen geführt, wenn es gilt, politische Entgleisungen am rechten Rand zu entschuldigen.“
Björn Höcke, der Fraktionschef der rechtsextremen AfD im Thüringer Landtag, benutzte den Ausdruck linker Narrensaum bei einem Auftritt im oberfränkischen Forchheim zur Verunglimpfung von Gegendemonstranten eines lokalen Bündnisses aus Gewerkschaften und Parteien (u. a. SPD, CSU, FDP und Freie Wähler).